# Geometrische Muster in der islamischen Kunst
Eine Fläche dekorativ mit geometrisch konstruierten Mustern auszufüllen ist Teil der bildenden Kunst vieler Kulturen. In der Islamischen Kunst erreichte diese Form der Ornamentik eine besondere Ausprägung und Vollendung. In jüngerer Zeit fanden die Ornamente das verstärkte Interesse europäischer Künstler wie M. C. Escher, Mathematiker wie Peter Lu und Physiker wie Paul Steinhardt.

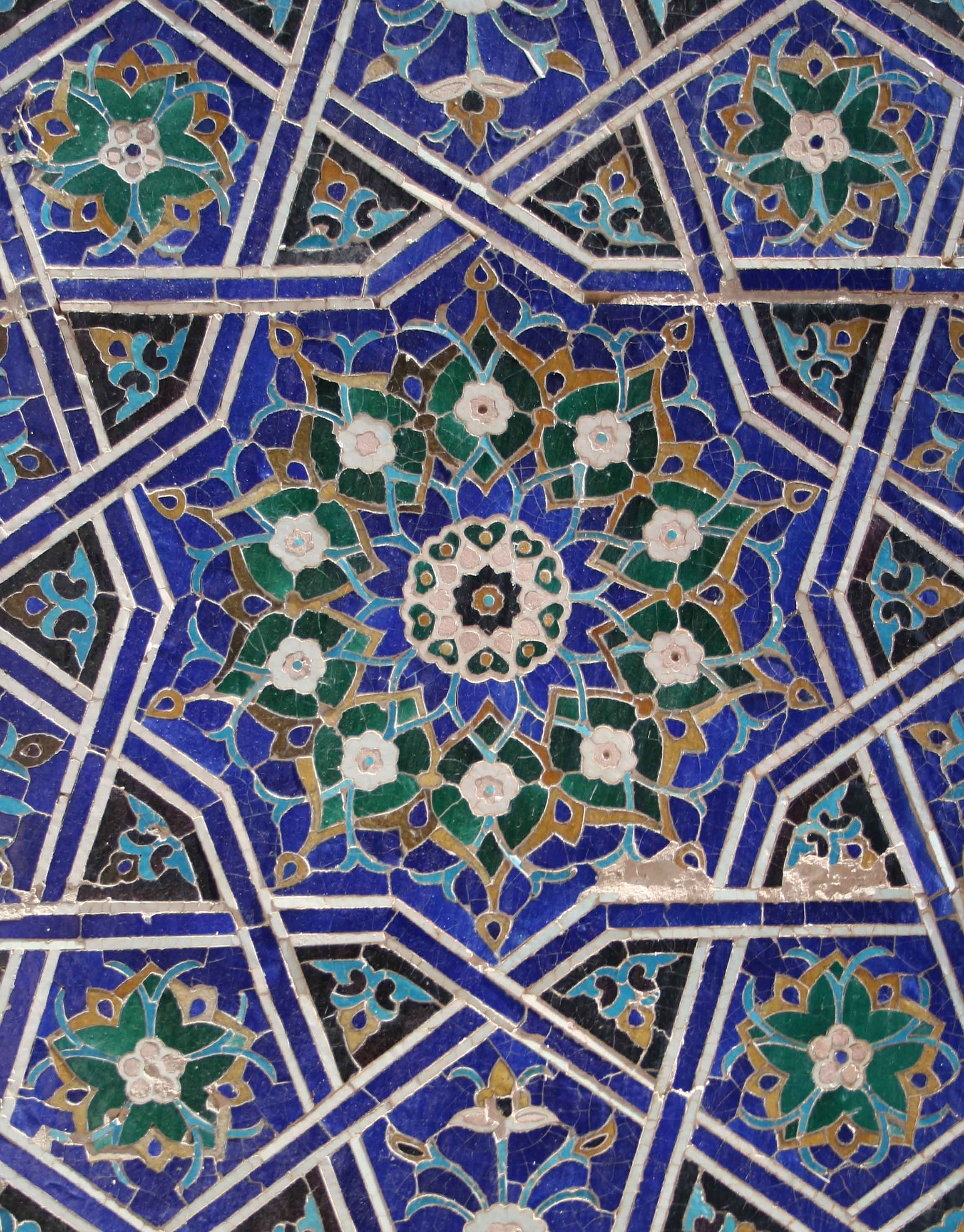
Girih-Fliesenmuster, Schah-i-Zinda-Baukomplex in Samarkand, Usbekistan

Islamische geometrische Muster sind aus sich wiederholenden vieleckigen oder kreisförmigen Teilflächen aufgebaut, die sich überdecken oder miteinander verflochten sind und komplizierte Muster bilden, oft in Form einer mathematischen Parkettierung. Im Lauf der Zeit wurden die geometrischen Konstruktionen immer komplexer. Sie können für sich allein stehend ein dekoratives Ornament bilden, einen Rahmen für andere (florale oder kalligrafische) Ornamente, oder den Hintergrund ausfüllen.
Zusammen mit der Arabeske, einem flächig stilisierten Rankenornament aus sich gabelnden Blättern in schwingender Bewegung, und kalligrafischen Inschriften sind geometrische Muster charakteristisch für die islamische Kunst. Typisch für diese ist, dass die Muster und Ornamente, einmal entwickelt und in ihrer Konstruktion verstanden, zur Dekoration unterschiedlicher Gegenstände verwendet wurden. In großer Vielfalt finden sich geometrische Elemente in der islamischen Architektur, so in den Mustern persischer Girih-Fliesen, marokkanischem Zellij-Fliesenwerk, den Architekturelementen der Muqarnas im Westen der islamischen Welt und den indischen Jali, aber auch in der keramischen Kunst, in Buchdeckeln aus geprägtem Leder, geschnitzt in Holz, auf Metall und in Stoffen, Geweben, Teppichen und Flachgeweben.
Die moderne Diskussion, ob alle 17 bekannten mathematischen Ornamentgruppen in der Alhambra vorkommen oder nicht, zeigt, wie weit die Erfindungskraft der islamischen Künstler schon im 15. Jahrhundert die Grenzen des auch nach modernem Verständnis mathematisch Möglichen ausgelotet hat.

## Ursprung
Teile der später islamischen Welt wie Anatolien, Ägypten, oder Syrien wurden seit dem 1. Jahrhundert v. Chr. vom Römischen Reich beherrscht, später dann vom Byzantinischen Reich. Das oströmische und das Sassanidenreich existieren über 400 Jahre nebeneinander. Auf dem Gebiet der Kunst haben beide Reiche ähnliche Stile und ein vergleichbares dekoratives Vokabular entwickelt, wie beispielsweise in den Mosaiken und der Architektur des römischen Antiochia deutlich wird.
Gemäß der strengen Auslegung des islamischen Bilderverbots ist die bildliche Darstellung von Menschen oder Tieren nicht erlaubt. Seit der Kodifizierung des Koran durch ʿUthmān ibn ʿAffān im Jahr 651 AD/AH 19 und den Reformen des Umayyadenkalifen ʿAbd al-Malik ibn Marwān hat sich die Islamische Kunst besonders auf die dekorative Schrift und das Ornament konzentriert, auch wenn zahlreiche Kunstwerke belegen, dass das Bilderverbot nicht konsequent eingehalten wurde.

## Prinzipien

### Symmetrie

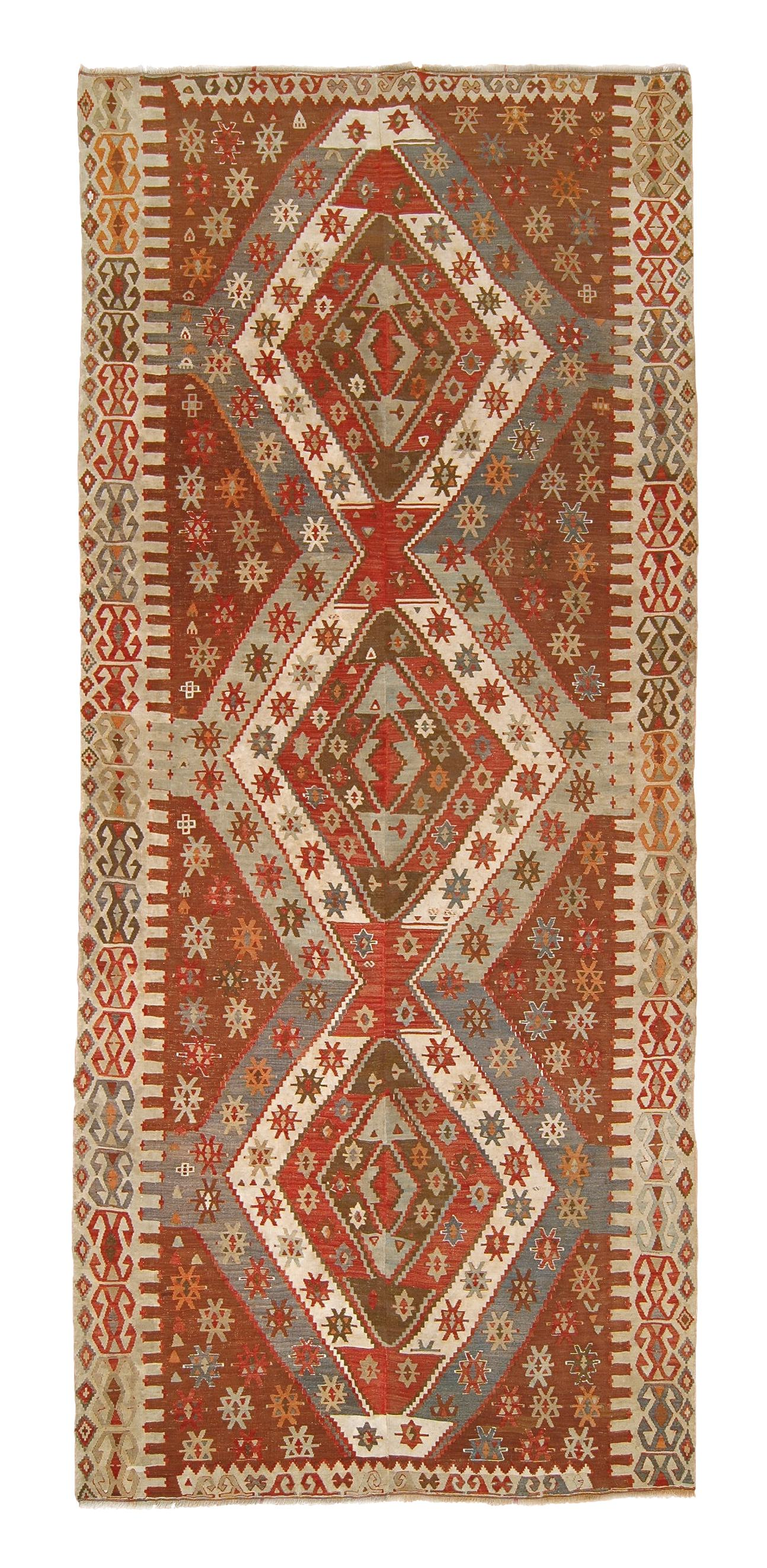
Horizontale und vertikale Symmetrie und reziproke Randmuster am Beispiel eines anatolischen Kelim aus der Konya-Region

Symmetrie ist ein Ausdruck und grundlegendes Werkzeug des menschlichen Verstandes, um Informationen zu verarbeiten. Aus einem weiten Bereich möglicher Symmetrien wählt jede kulturelle Gruppe eine Anzahl aus, mit deren Hilfe sie mit Informationen umgeht und sie bewahrt.
In der Musterbildung des islamischen Ornaments ist die Spiegelsymmetrie besonders bedeutsam, sowohl in der Komposition der gesamten Fläche als auch eines einzelnen Ornaments. Einfache geometrische Elemente wie das Quadrat weisen sowohl in der waagerechten als auch in der senkrechten Achse Spiegelsymmetrie auf. Das gleichschenklige Dreieck, in Spiegel- oder Rotationssymmetrie oder das Kreuz sind einfache Formen, die den Gesetzen der Symmetrie genügen. Komplexere Motive wie das Bogenmuster der Muqarnas, können als Weiterentwicklung der Symmetrieregel verstanden werden. Motive wie menschliche oder Tierfiguren sind nur dann in Einklang mit der Symmetrieregel zu bringen, wenn sie in abstrahierter Form, stilisiert dargestellt werden. Häufig wird in diesem Fall die Spiegelsymmetrie durch Dopplung des Motivs, beispielsweise in Form sich gegenüberstehender Tierornamente, wieder eingeführt. Davies erläutert die Regeln der Symmetrie im Detail am Beispiel des anatolischen Kelim.

### Selbstergänzende (reziproke) Muster
Gewöhnlich wird ein Muster in einem Kontext gesehen, beispielsweise auf einem Hintergrund. Ein selbstergänzendes (reziprokes) Muster ist komplexer, seine Vorherrschaft über den Hintergrund ist aufgehoben. Ein Ornament kann abwechselnd stärker hervortreten oder optisch in den Hintergrund geraten, aus dem sich gleichzeitig ein neues Muster herausbildet, abhängig davon, wie der Betrachter seine Wahrnehmung ausrichtet. Einfache Beispiele für selbstergänzende Muster sind Randmuster wie Mäander, selbstergänzende „Zinnen“- oder „Pfeil“-Muster. Selbstergänzende Muster werden als dynamisch erlebt, da sich die Balance der Motive im Auge des Betrachters ständig ändert.

### Unendlicher Rapport
Sich wiederholende, miteinander verbundene geometrische Muster können im Prinzip in die Unendlichkeit fortgesetzt gedacht werden. Die Fläche bietet demnach einen Ausschnitt aus einem in die Unendlichkeit fortgesetzten Muster. Je nach dem verwendeten Größenmaßstab kann eine Fläche mit einem größeren oder kleineren Ausschnitt des unendlichen Musters ausgefüllt sein, das Muster wirkt hierdurch je nach Maßstab detaillierter oder monumental.

## Musterkonstruktion
Die Konstruktion geometrischer Muster in „islamischem Stil“ folgt bestimmten traditionell festgelegten Regeln:
- Aufbau aus geometrischen Grund- und daraus abgeleiteten, sowie irregulären Formen;
- Visuelle Schichtung unterschiedlicher Musterebenen;
- Gliederung durch Betonung einzelner Elemente und Farbwahl.

Innerhalb dieser Regeln findet der entwerfende Künstler oder Handwerker Freiraum für eigenständiges Gestalten und Innovation, dennoch bleibt das Muster als solches unverkennbar in der Tradition des islamischen Kunst verankert. Beispielhaft werden die wichtigsten Prinzipien anhand eines Gewölbezwickels aus dem Darb-e-Imam-Schrein, Isfahan, dargestellt.

### Grundformen
Islamische geometrische Muster sind aus Kreisen und aus Vielecken aufgebaut, die sich teilweise überlappen und ineinander verflechten und im Spiel komplexer Symmetrien sich spiegelnd und in Rotation zueinander, eine Fläche füllen.
Die einfachsten geometrischen Grundmuster sind der Kreis, auf dessen Grundlage Fünf-, Sechs- und Achtecke konstruiert werden können. Ausgedrückt in der Form der mathematischen Parkettierung können aus diesen Grundformen aufgebaute Ornamentkompositionen sich unendlich ausdehnen und symbolisieren so die Unendlichkeit. Konstruiert werden sie auf Rastern, dazu benötigt man nur Lineal und Zirkel.
Ein einfaches Sechseck- oder Achteckmuster entsteht aus einem Kreis, der mit Zirkel und Lineal in Sechstel oder Achtel geteilt wird. Werden diese neben- und untereinander aufgereiht und die Zwischenräume mit geeigneten rechteckigen oder kreuzförmigen Flächen ausgefüllt, ergibt sich ein Sechspassmuster wie im Fenster aus Chirbat al-Mafdschar oder ein einfaches parkettiertes Muster aus kreuzförmigen Fliesen und Achtecken wie auf der Fassade des Palasts von Ani in Nordwestanatolien. Aufwändiger ist die Teilung eines Kreises in fünf gleiche Abschnitte, um ein Fünfeck zu konstruieren.

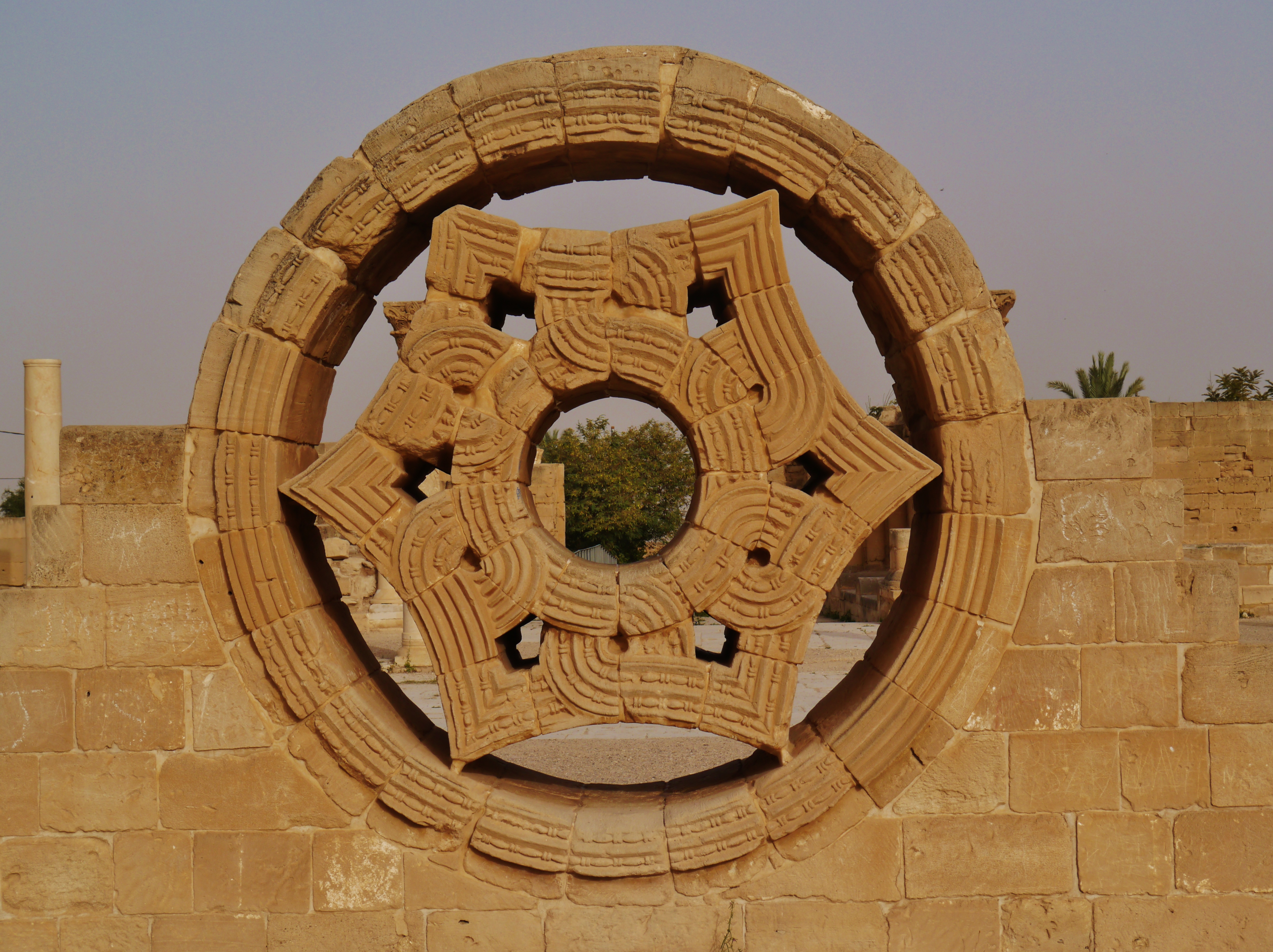
Fenster in Chirbat al-Mafdschar, um 740 n. Chr.
Konstruktion eines regelmäßigen Sechsecks mit Zirkel und Lineal
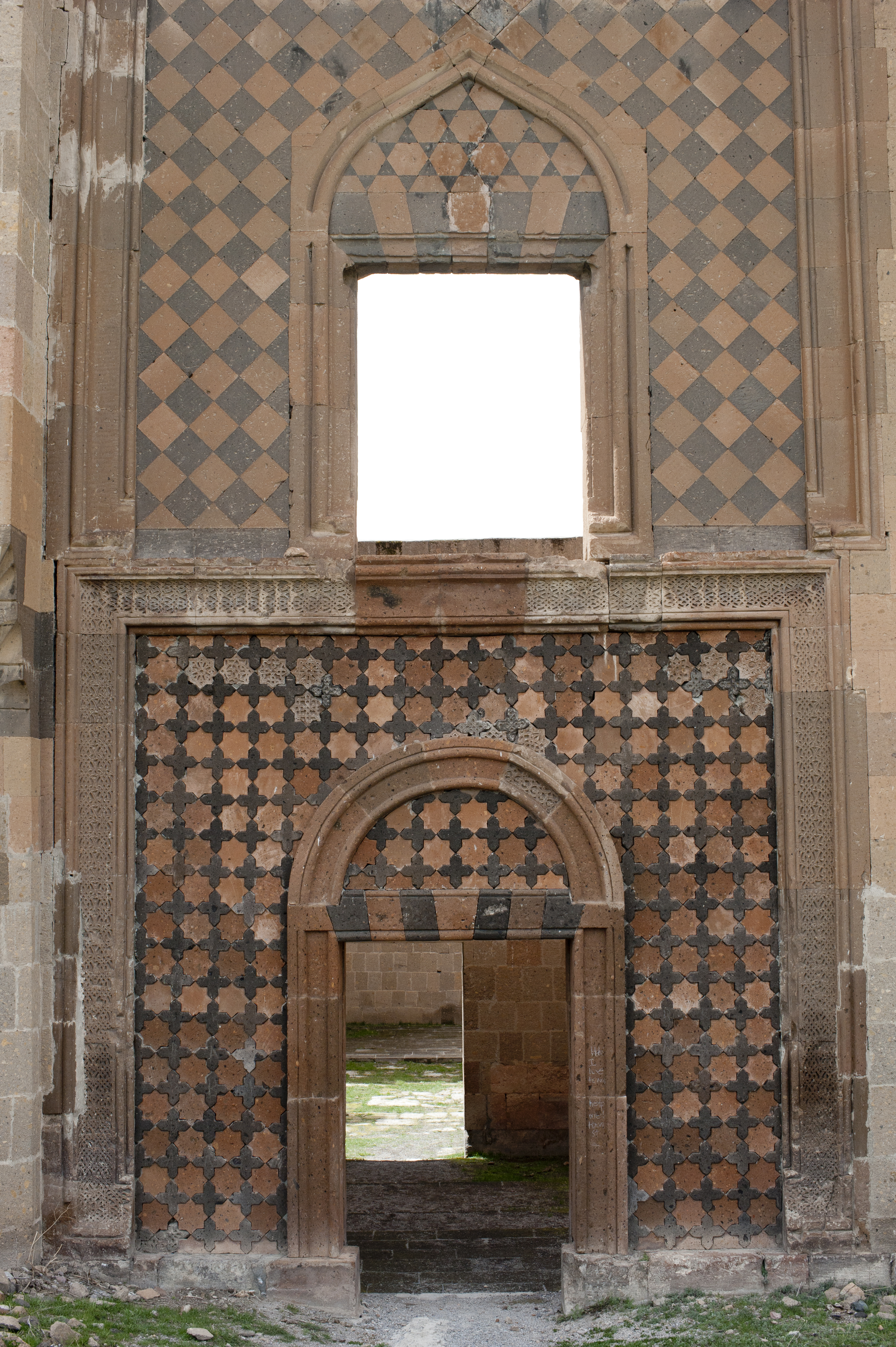
Palast von Ani mit quadratischen und Achteck/Kreuzornamenten
Konstruktion eines regelmäßigen Achtecks mit Zirkel und Lineal

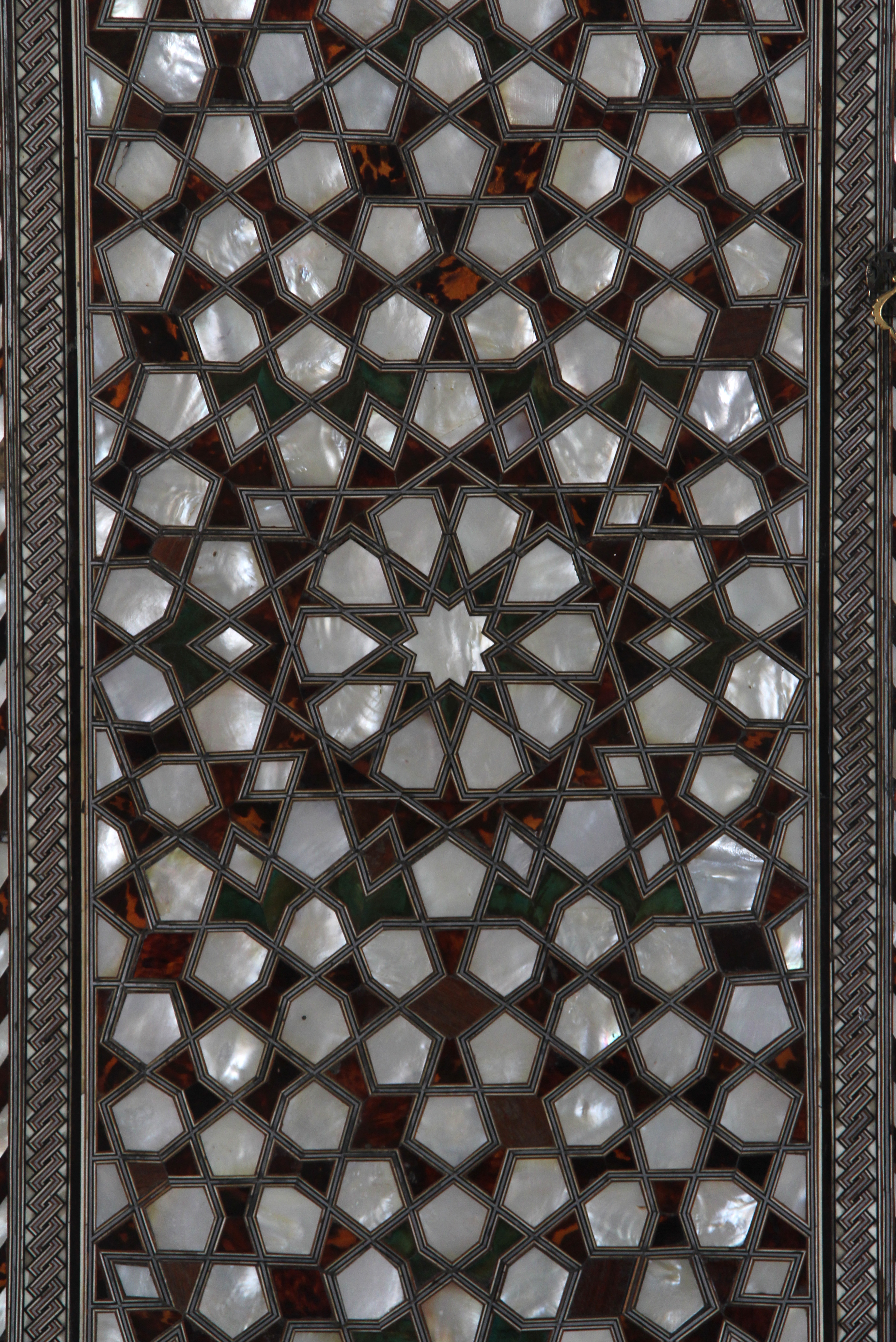
Intarsien (Detail) aus Fünfecken um einen zehnstrahligen Stern, Topkapı-Palast, Istanbul
Konstruktion eines gleichseitigen Fünfecks.

### Abgeleitete Formen
Aus den Grundformen können durch wiederholte Kreisteilungen Vielecke abgeleitet werden; so entstehen zehn-, zwölf- oder 16-strahlige Sterne, die im Zentrum eines Musters oder in Reihung „visuelle Ankerpunkte“ bilden, deren Zwischenräume durch gleiche oder unregelmäßige Formen ausgefüllt werden. Komplizierter zu konstruieren sind 9- und 11-strahlige Sternmuster.

### Irreguläre Formen
Neben den regulären Grundformen erscheinen auch irreguläre Formen in geometrischen Mustern, bei denen nicht alle Winkel gleich, und alle Seiten gleich lang sind. Häufig sind Drachenformen oder unregelmäßige Sechsecke, bei denen ein Winkel spitzer ist und zwei Seiten länger, oder wie ein Querbinder geformte Zwischenstücke.

### Musterausschnitt, Maßstab

Gliederung des kleinteiligen Girih-Musters im Darb-e-Imam-Schrein, Isfahan

Ein wesentliches Prinzip islamischer Mustergestaltung ist das Prinzip der Unendlichkeit des Musters. Geometrische Muster aus sich wiederholenden Elementen können gedanklich unendlich weit fortgesetzt werden. Demnach erscheint auf einer gegebenen Fläche immer nur ein Ausschnitt des Musters. Je nach gewähltem Maßstab kann das gleiche Muster sehr detailfreudig, oder monumental wirken.

### Musterschachtelung und Selbstähnlichkeit
Charakteristisch für die islamische Kunst ist die Überlagerung unterschiedlicher Blick- oder Bildebenen in einem und demselben Ornament. Eine Fläche kann durch ein zugrunde liegendes geometrisches Muster in größere geometrische Abschnitte oder Felder gegliedert sein. Dies geschieht oft durch ein geometrisch konstruiertes Raster, dem durch eine Flechtbandgestaltung räumliche Tiefe verliehen wird. Die einzelnen Felder sind in ein übergeordnetes Muster eingefügt und können wiederum geometrische Ornamentkonstruktionen in sich enthalten. Diese verschachtelte Musterbildung kann Kriterien der Selbstähnlichkeit aufweisen. Je nach Standpunkt des Betrachters ergeben sich aus der Schachtelung unterschiedliche Sichtweisen auf eine Fläche: Aus größerer Entfernung wirkt die architektonische Komposition eines Bauwerks als Ganzes, im Näherkommen gliedern sich die Flächen auf, bis aus der Nähe dann die Details des Musters erkennbar werden. Gelegentlich überschneiden sich auch Musterelemente, beispielsweise Sechsecke, so dass sich mehrere Elemente einzelne Abschnitte teilen.

### Detailschwerpunkte und Farben
Ein und dasselbe geometrische Muster kann durch Betonung einzelner Bestandteile verschieden wirken. Die Umrisslinien (oder „Fugen“ in einem Fliesenverbund) können schmal gestaltet werden, so dass ein Mosaikeffekt entsteht, oder bewusst breit gehalten, sogar durch schmale, längliche Elemente betont werden, so dass das zugrunde liegende größere Muster betont wird. Wird das Raster in Form von Flechtbändern ausgeführt, entsteht zusätzlich der Eindruck räumlicher Tiefe.
Wesentlichen Einfluss auf die Wahrnehmung eines geometrischen Musters hat auch die Farbe seiner Elemente. Einfarbige Gestaltung oder die Verwendung von Abstufungen derselben Farbe lassen ein Muster anders wirken, als wenn es in verschiedenen Farben ausgestaltet wäre.

## Entwicklung
Die Entwicklung der Muster lässt sich am besten anhand der ornamentalen Schmuckelemente in der Architektur nachvollziehen, da bei Gebäuden im Gegensatz zu beweglichen Gegenständen der Entstehungsort eindeutig ist, und die Baugeschichte gut dokumentiert oder am Bauwerk selbst nachvollziehbar ist.

### Einfache geometrische Muster

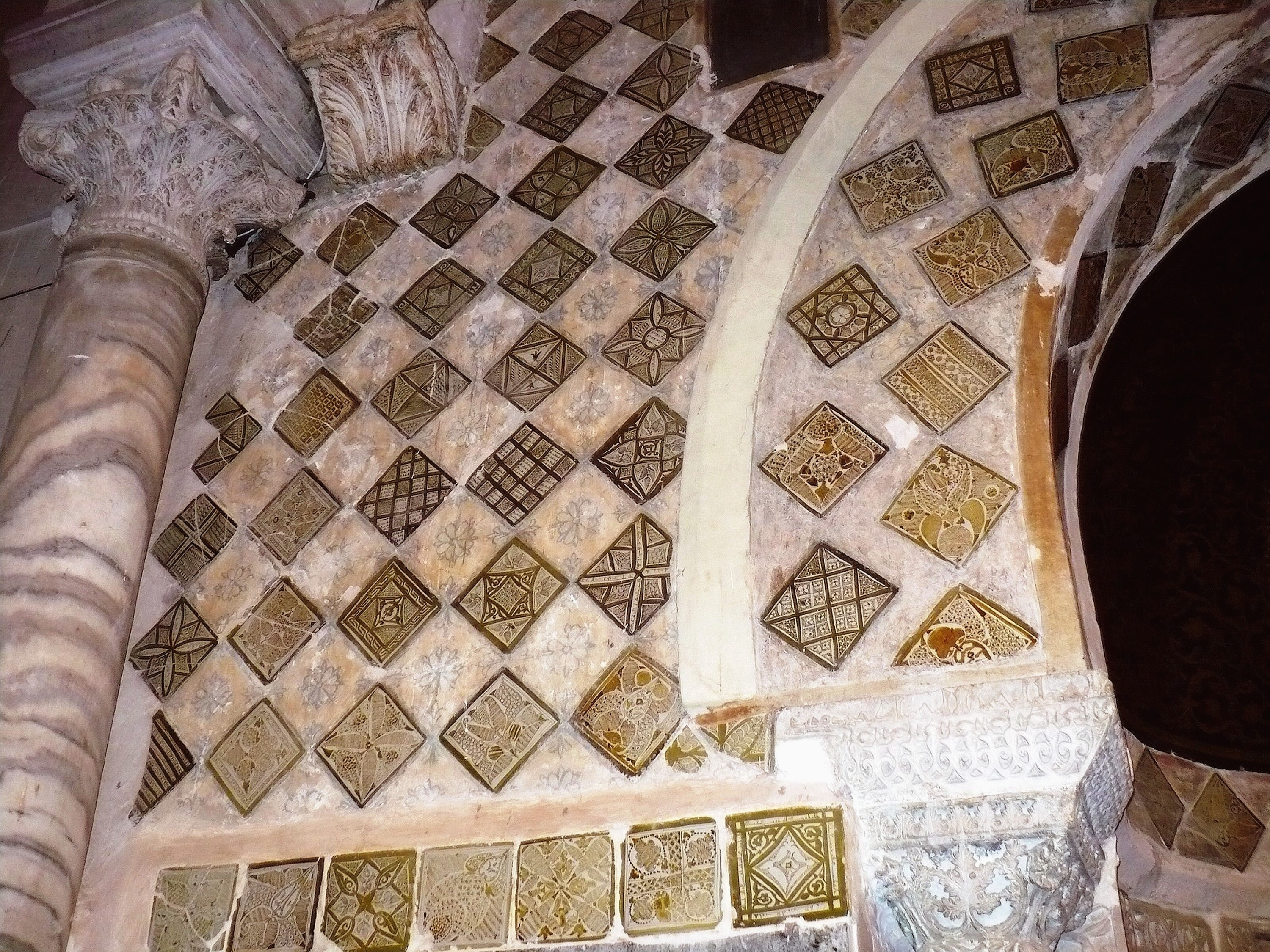
Einfache geometrische Ornamente in der Hauptmoschee von Kairouan, Tunesien, nach 836

Die frühesten erhaltenen Beispiele für geometrisch konstruierte Ornamente in der islamischen Kunst wurden im Winterpalast von Chirbat al-Mafdschar aus der Omajjadenzeit gefunden, die noch deutlich römische, syrische und persische Traditionen erkennen lassen. Die Ornamente dieses Baukomplexes wie auch die der aus der gleichen Epoche stammenden Mschatta-Fassade werden als beispielhaft angesehen für das Fortbestehen präislamischer, römischer und persischer Muster in der frühen islamischen Kunst: Die geometrischen Bodenmosaiken wurden wahrscheinlich von syrischen Handwerkern in römischer Tradition angefertigt, die Stuckskulpturen weisen deutlich erkennbar persische, einige gröber ausgeführte Stuckfiguren auch den Einfluss der koptischen Kunst aus Ägypten auf. Ein Fenster, gefunden an der Basis einer Treppe im Badehaus des Palastes, hat ein Sechspass-Muster, das einem Kreis einbeschrieben ist. Das eingemeißelte Ornament lässt erkennen, dass das Fenster aus einem einzigen Flechtband bestehend gedacht ist. Diese Ornamentform ist direkt der altrömischen Mustertradition entnommen.
Weitere Beispiele für frühe geometrische Muster aus gereihten, auf der Spitze stehenden Rauten finden sich in der Hauptmoschee von Kairouan, Tunesien, und der Ibn-Tulun-Moschee in Kairo aus dem 9. Jahrhundert.

### Vielstrahlige Sternmuster und ungleichmäßige Elemente
Um 1086 entstand die Freitagsmoschee von Isfahan mit deutlich komplizierteren 5- bis 10-strahligen Girih-Fliesen, Siebenecken, und unregelmäßigen Sechsecken. Komplizierter zu konstruierende 9-, 11- und 13-strahlige Girih treten im 11. Jahrhundert in Persien auf, 8- und 12-strahlige Rosettenmuster finden sich in der architektonischen Schmuckelementen der Divriği-Moschee und anderer seldschukischer Bauten in Sivas. Das Spätstadium der Entwicklung wird im 14. Jahrhundert mit 14-strahligen Mustern in der Jama Masjid in Fatehpur Sikri, Indien (1571–1596) und bis zu 16-strahligen Sternen in der Alhambra (1338–1390) sowie der Madrasa der Sultan-Hasan-Moschee in Kairo (1463) erreicht.

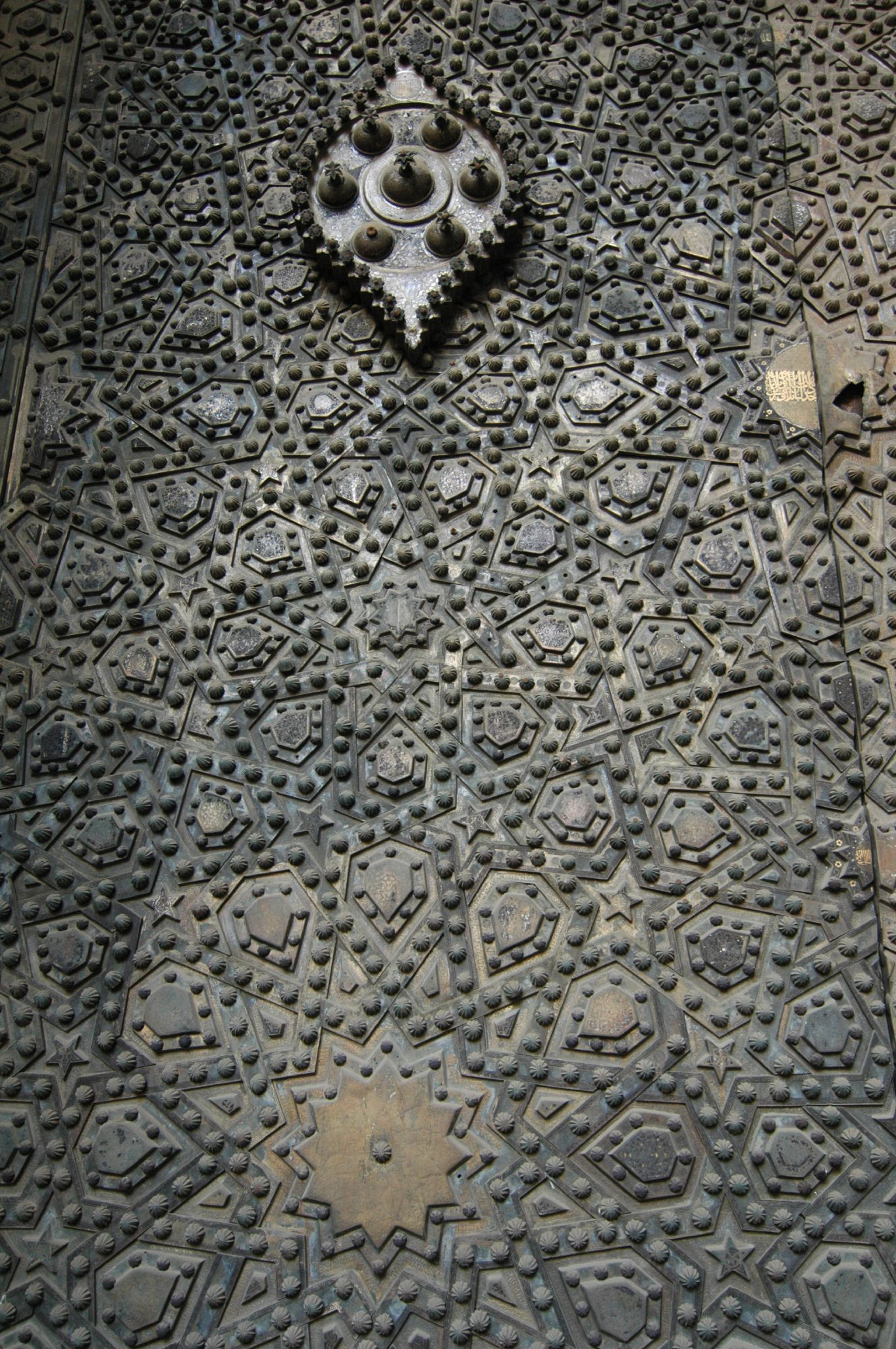
Bronzetür in der Madrasa der Sultan-Hasan-Moschee, Kairo, 14. Jh.
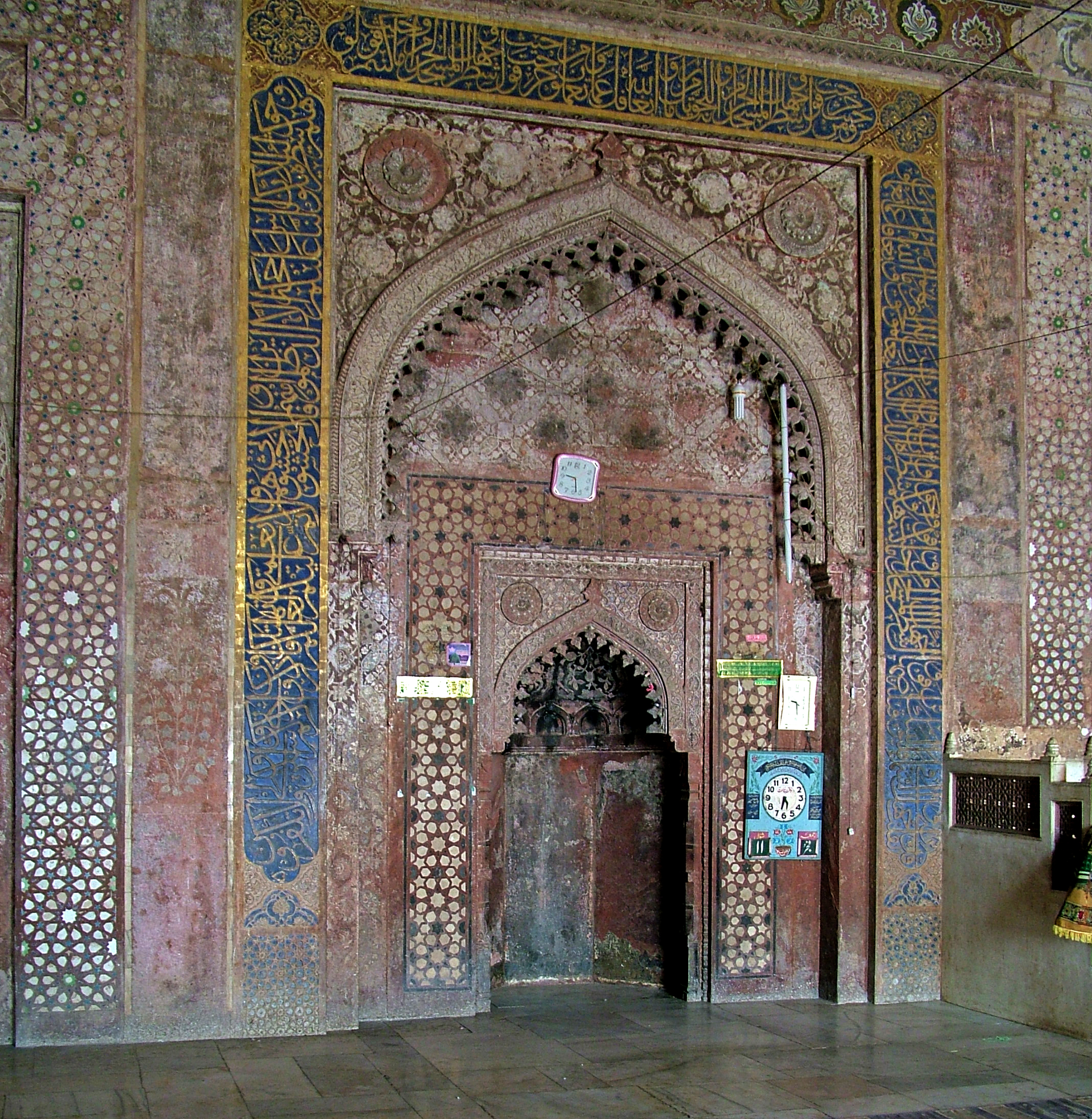
Mihrabnische der Jami Masjid, Fatehpur Sikri, 1571-5

## Beispiele

### Buchkunst
In der islamischen Buchkunst lässt sich die Entwicklung geometrischer Muster nachvollziehen: Das Koranmanuskript des Ibn al-Bawwab aus dem 11. Jahrhundert zeigt noch klar den Aufbau aus verschiedenen Kreisformen. Auch spätere geometrische Ornamente sind aus Kreisformen konstruiert. Obwohl immer gegenwärtig, treten die einzelnen Kreisformen hinter dem komplexen Gesamtmuster zurück. Entsprechend der sich entwickelnden unterschiedlichen Stilausprägungen in den verschiedenen islamischen Ländern entsteht eine regionale Formensprache. So lässt sich die Buchmalerei des Koranmanuskripts von Arghûn Schâh aus dem 14. Jahrhundert eindeutig der Formenwelt des ägyptischen Mamlukenreichs zuordnen. Die Grundlage der Konstruktion, meist ein mehrstrahliger Stern, lässt sich bestimmen, indem die Strahlen des zentralen Sternmusters gezählt werden. Im Fall der Buchillumination von 1180 ist dies ein achtstrahliger Stern, von dem aus sich immer komplizierter werdende Flechtbandmuster radial nach außen strebend entwickeln.

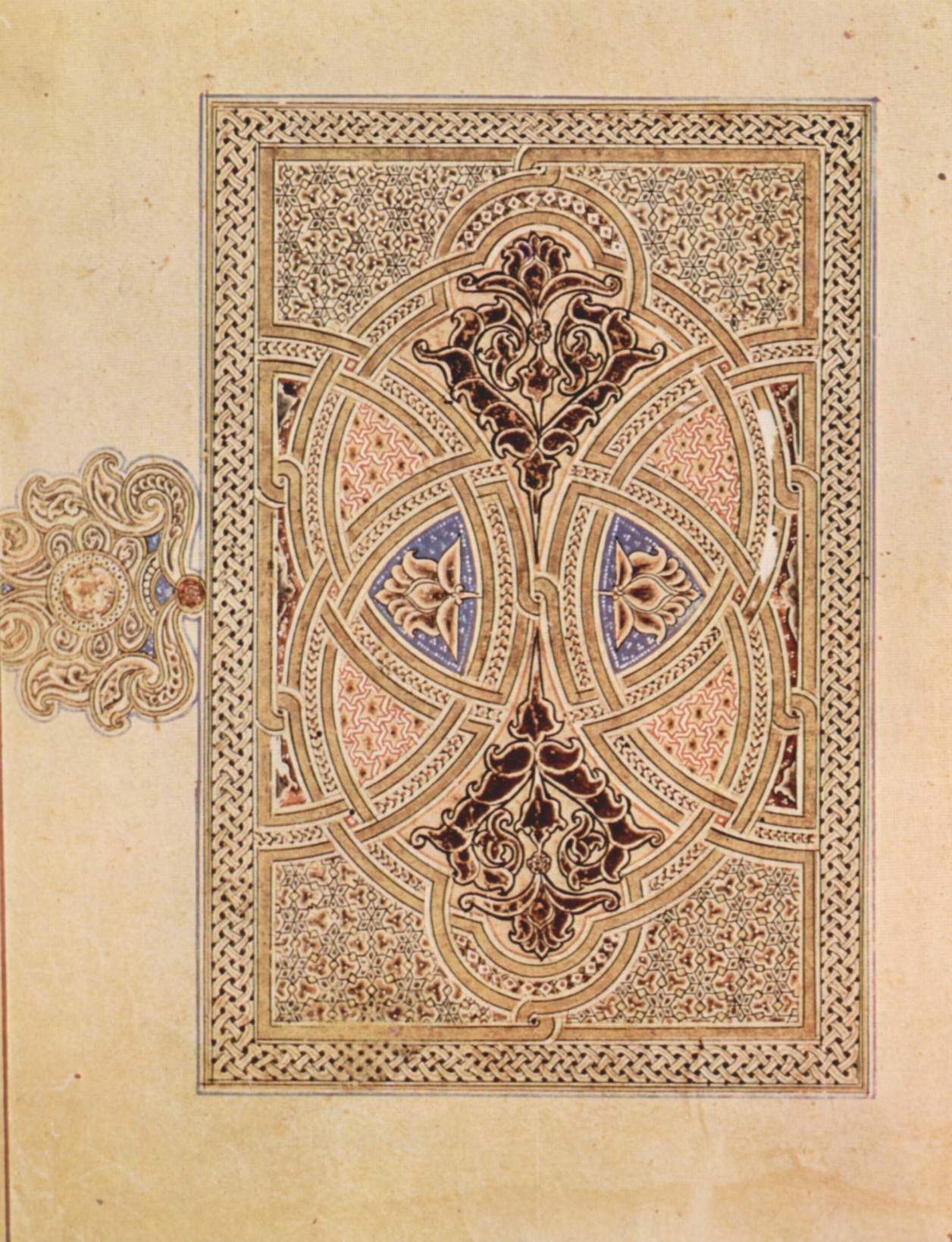
Koranmanuskript des Ibn al-Bawwab, Bagdad, um 1000.
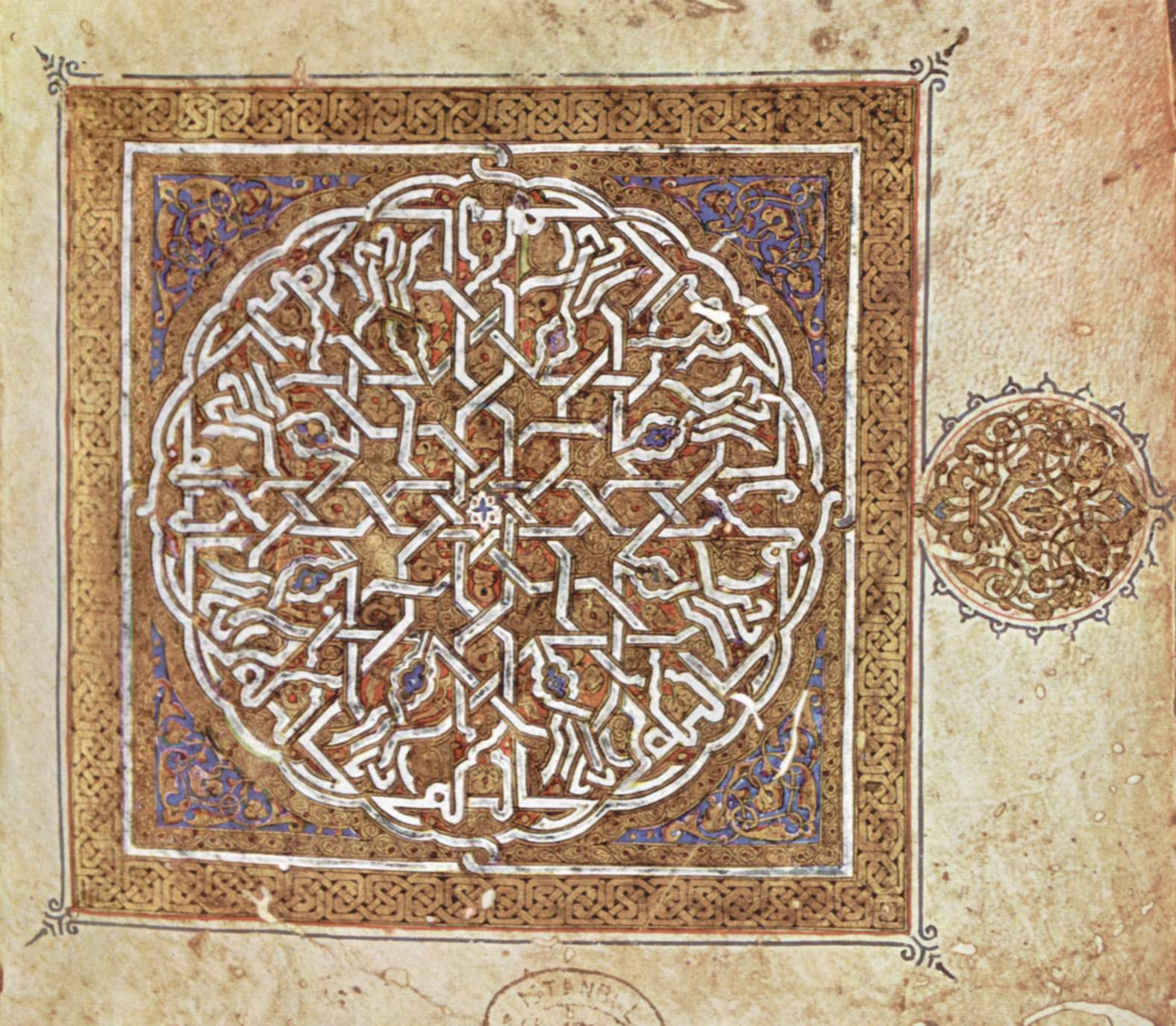
Buchillumination, um 1180, basierend auf einem achtstrahligen Stern
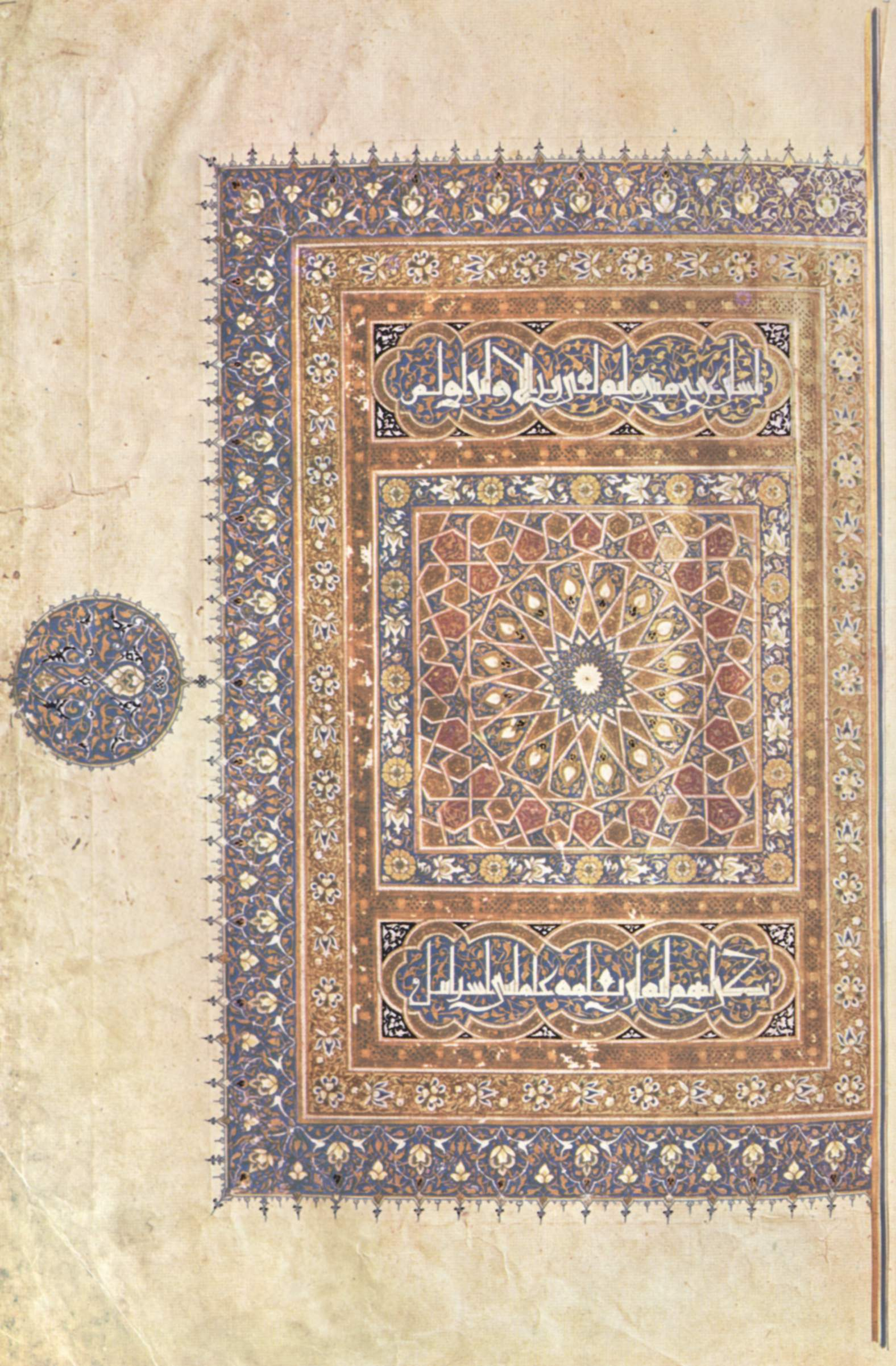
Koranmanuskript von Arghûn Schâh, ca. 1368–1388, typisch mamlukische Ornamentgestaltung

### Keramik
Zellij (arabisch الزليج, DMG az-Zallīǧ), davon abgeleitet Azulejo ist ein keramischer Schmuck aus glasierten Terrakotta-Fliesen, die aus einzelnen Stücken in einen Verputz zu einem Muster zusammengesetzt werden, und typisch für die Kunst des islamischen Westens, Marokkos und des maurischen Spaniens. Zellij werden zur Dekoration von Wänden, Böden, und architektonischen Elementen wie Brunnen oder Becken verwendet.
Zellij bestehen aus komplexen Mustern, die aus individuell geformten, von Hand zugeschnittenen Tesserae aufgebaut sind. Die zugrunde liegenden Sternmuster können bis zu 48 oder 96 Strahlen aufweisen, geometrisch bedingt, ist die Anzahl der Strahlen meist durch sechs teilbar. Durch Variation der Farbe und Größe der Tesserae und der zwischen die Strahlen des Sterns eingesetzten Füllmuster sind die möglichen Variationen fast unbegrenzt. Die vollendetsten Zellij finden sich in der Alhambra in Granada.
Zellij werden auch heute noch auf traditionelle Weise hergestellt und wurden beispielsweise in der Großen Moschee von Paris (1926) oder – mit Hilfe computergestützten Designs – zur Ausstattung der Hassan-II.-Moschee in Casablanca (1996) verwendet.
Keramische Waren wie Teller, Schüsseln, Vasen oder Flaschen bieten sich aufgrund ihrer runden Grundform für radial oder tangential geführte Muster an. Oft strukturieren geometrische Muster die eingesetzten naturalistischen Ornamente.

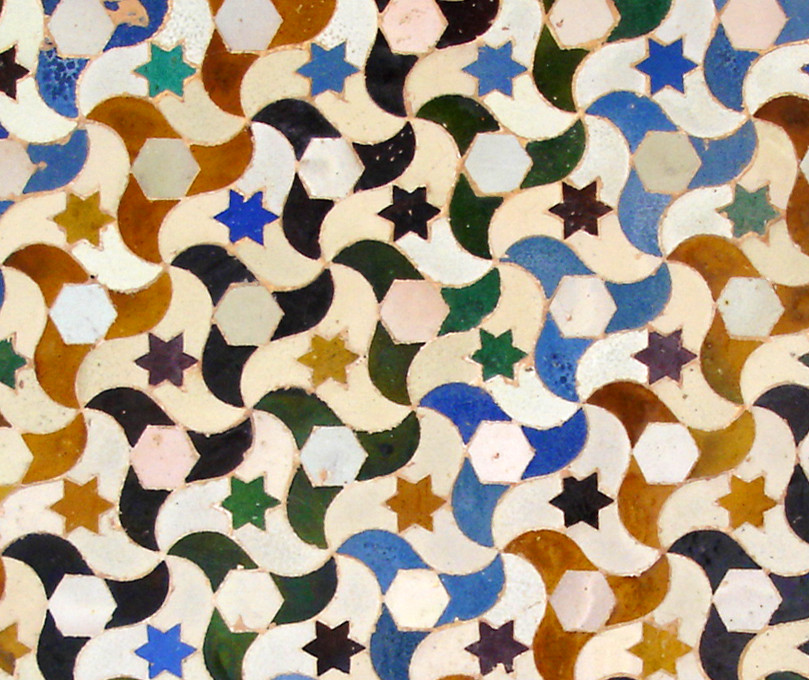
Alhambra, Detail des Gireh-Wandschmucks
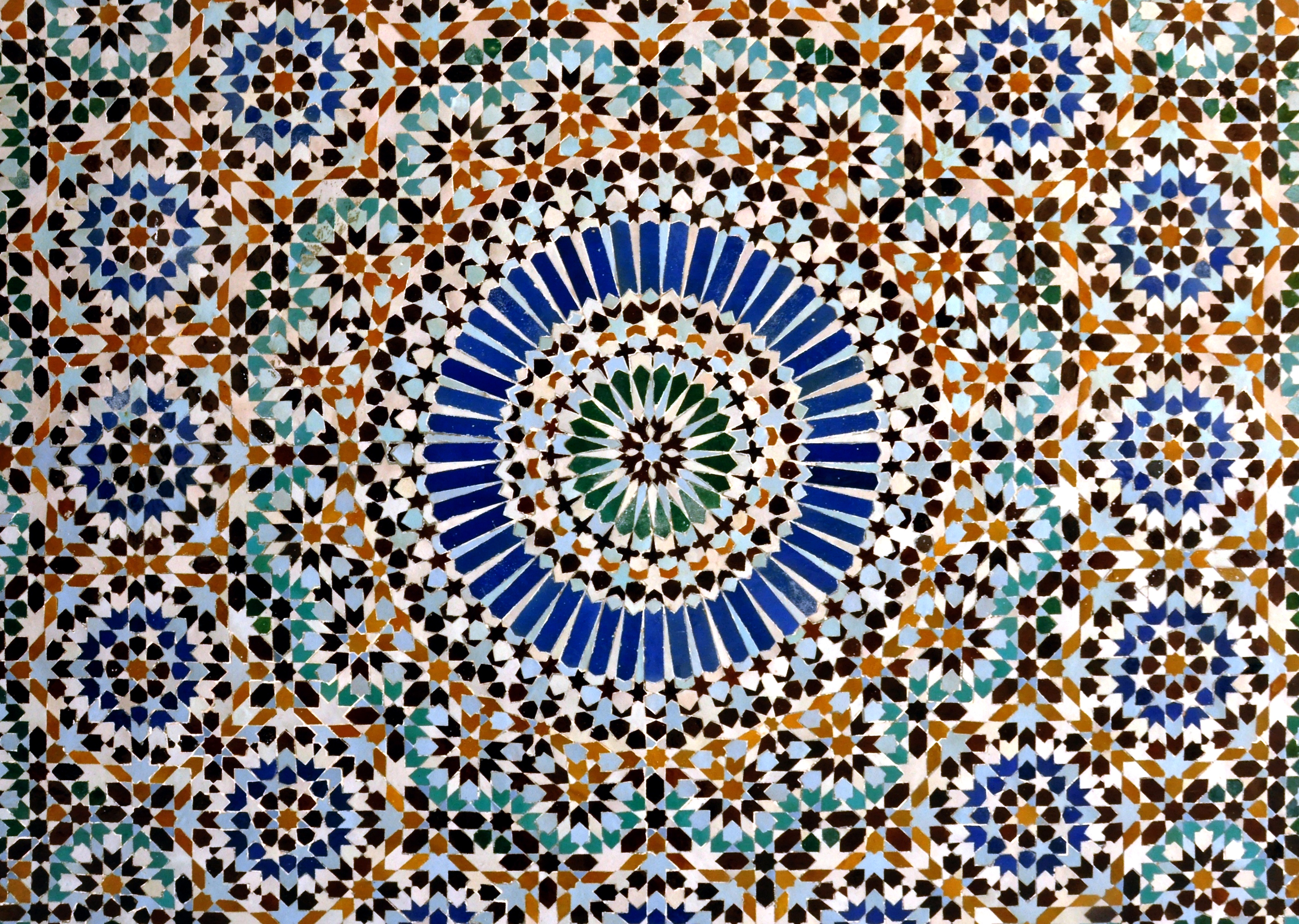
Mosaik in der Moschee von Paris
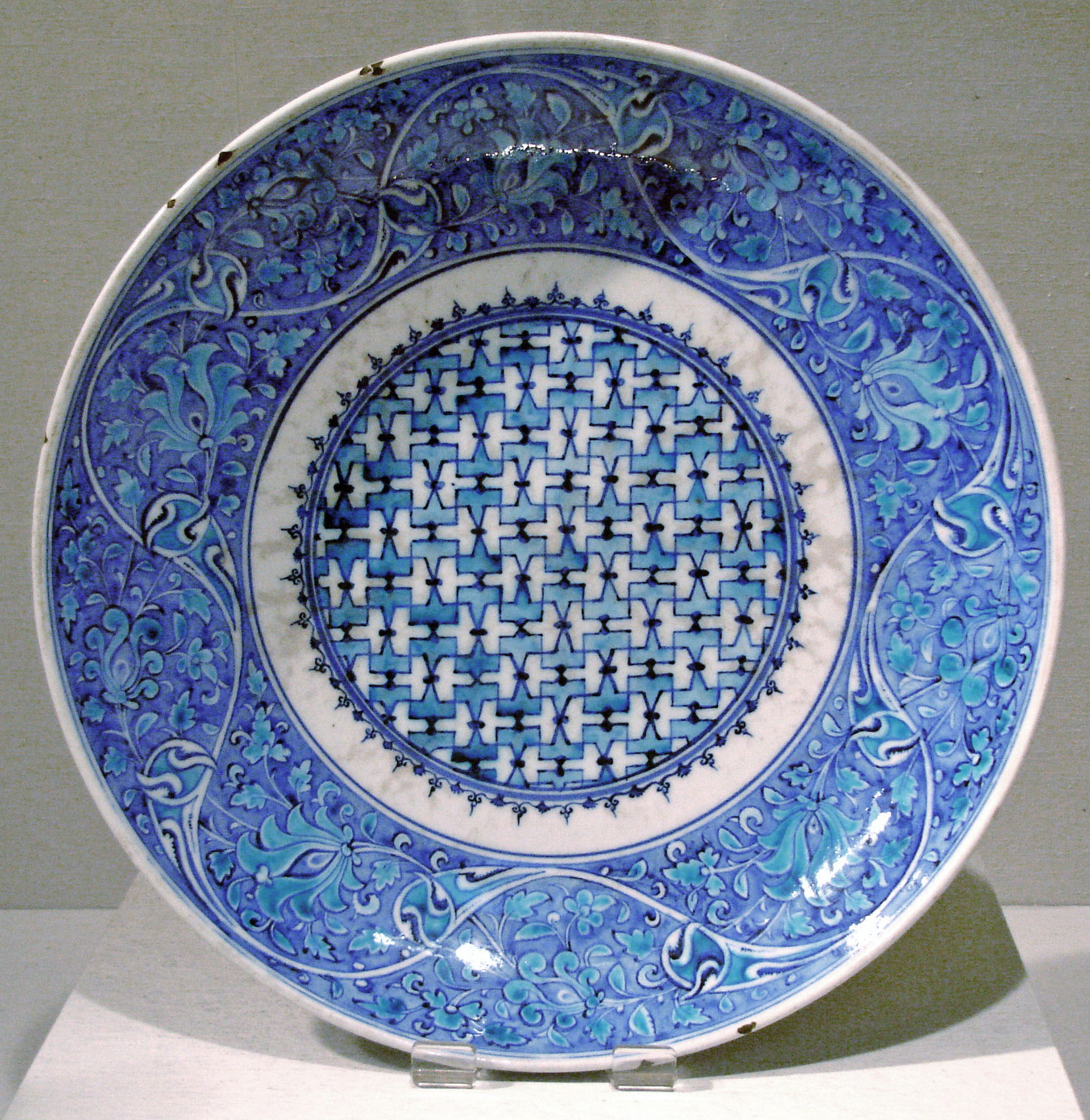
Ỉznik-Keramikschale, 16. Jh., mit Muster der Gruppe 6

## Historische und kunstgeschichtliche Quellen

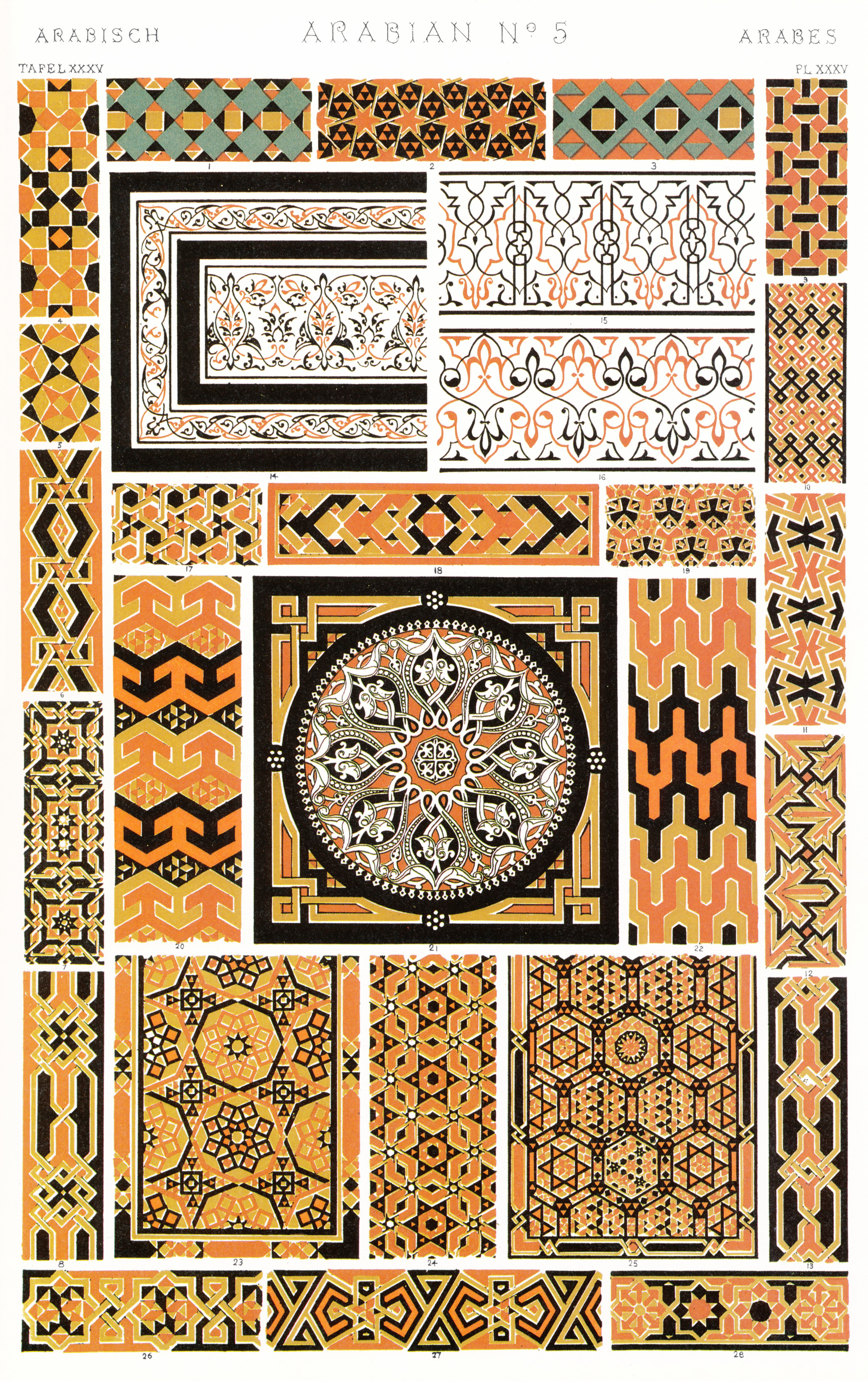
Lithografie aus Owen Jones, The Grammer of Ornament, 1856

Schriftliche Aufzeichnungen über die Konstruktion und Verwendung geometrischer Elemente aus ihrer Ursprungszeit sind nur spärlich erhalten.
Die Topkapı-Rolle, während der Herrschaft der Timuriden Ende des 15. oder Anfang des 16. Jahrhunderts in Persien hergestellt, enthält 114 Muster für Viertel- oder Halbkuppeln aus Girih-Fliesen, Muqarnas, geometrische Ornamente und geometrisch konstruierte Kalligrafie.
Die Mirza-Akbar-Rolle aus dem 19. Jahrhundert, heute im Victoria and Albert Museum, London, aufbewahrt, wurde vom Hofarchitekten der Kadscharen-Dynastie zusammengestellt. In diesem Manuskript zeigen Nadeleinstiche entlang der Linien, dass das Manuskript als Vorlage für Ornamente gedient hat, die aus der Buchrolle kopiert wurden. Ein drittes Manuskript aus dem 16. Jahrhundert, ähnlich aufgebaut wie die Topkapı-Rolle, stammt aus Buchara, Usbekistan.
Owen Jones veröffentlichte 1856 sein einflussreiches Werk The Grammar of Ornament, in welchem er „allgemeine Prinzipien zur Anordnung der Form und der Farbe in der Architektur und den dekorativen Künsten“ aufstellte, die durch 100 farbige Tafeln in Chromolithografie mit Ornamenten aus allen Stilepochen und Kulturen illustriert wurden, darunter auch Farbtafeln geometrischer islamischer Ornamente.
Émile Prisse d’Avesnes veröffentlichte 1869–1877 in Paris sein dreibändiges Werk „L’art arabe d’après les monuments du Kaire, depuis le VIIe jusqu’à la fin du XVIIe,“ mit 200 Bildtafeln sowie einem Textband mit zahlreichen Vignetten, in dem er die „arabische“ Kunst beschrieb, der er auf einer Dokumentationsreise in Ägypten von 1858 bis 1860 im Auftrag Napoleons III. begegnet war.
Das Werk von Jules Bourgoin Les Arts arabes, architecture, menuiserie, bronzes, plafonds, revêtements, marbres, vitraux, etc. avec un texte descriptif et explicatif et le trait général de l’art arabe, Paris, 1867–1873, ist in einer englischen Ausgabe unter dem Titel Arabic Geometrical Pattern and Design heute noch im Druck.
Ernest Hanbury Hankin, der längere Zeit in Britisch-Indien lebte, veröffentlichte 1925 eine Studie zur Mogul-Architektur unter dem Titel The Drawing of Geometric Patterns in Saracenic Art. Er definierte eine „geometrische Arabeske“ als ein Muster, gebildet „unter Zuhilfenahme von Konstruktionsinien, bestehend aus einander berührenden Polygonen“, und führt dies am Beispiel des Akbar-Mausoleums (1605–1613) aus.

## Islamische Muster in der modernen Mathematik
Peter Lu von der Harvard-Universität stieß im Darb-e-Imam-Schrein in Isfahan, Iran, aus dem 15. Jahrhundert auf Muster, die die Penrose-Parkettierung vorwegzunehmen scheinen. Eine Fliesenornamentik im Sinne von sich nicht wiederholenden unendlichen Parkettierungen wurde am Gonbad-e-Kabud-Komplex in Maragha nachgewiesen, wobei hier ein Satz von fünf einfach zu konstruierenden Grundformen, aufgebaut aus Girih-Fliesen in gleichseitiger polygonaler Form, verwendet wurde. Ab dem 15. Jahrhundert kann nach heutigem mathematischen Verständnis die Eigenschaft der Selbstähnlichkeit, wie man sie unter anderem von Fraktalen kennt, entdeckt werden. Die Girih in der Alhambra gelten als hervorragendes Beispiel der Verwendung von zweifach periodischen Mustern in der islamischen Kunst. Ob alle 17 bekannten mathematischen Ornamentgruppen in der Alhambra vorkommen oder nicht, ist umstritten.